# 대전비행장
대전비행장(大田飛行場)은 대전광역시에 현재의 둔산신도시에 있던 군 비행장이다. 현재는 둔산신도시로 개발되었고, 보라매공원 등 과거 비행장으로 쓰인 역사를 기억하는 시설이 조금 있다.